# 浅井図南

藤浪剛一『医家先哲肖像集』より浅井図南

浅井 図南（あさい となん、宝永3年11月13日（1706年12月17日） - 天明2年8月5日（1782年9月11日））は、江戸時代中期の医者。名は政直、字は惟寅、通称は頼母。幹亭、篤敬斎とも号した。

## 人物
医師・浅井東軒(周迪、1672-1753)の子として生まれる。生まれは、京都とも、長州ともいう。幼名は冬至郎・周北。医師の家系5代目であり、祖父の浅井策庵も京で名の知られた医師だった。
享保10年（1725年）、父・東幹が徳川継友に禄400石で招かれ尾張藩の藩医となって名古屋に居を移したが、図南は京都に留まって医業を行った。
史記第105巻の『扁鵲倉公列伝割解』を著したが、これは扁鵲倉公列伝単独の注釈のはじめとなるもので、室町時代の『史記』研究と江戸時代後期の研究の中間点にあって、研究史において重要な位置づけとなった。のちに奈須恒徳によって補修されている。
画に優れ、特に墨竹画については、宮崎筠圃、山科李蹊、御園中渠とともに「平安の四竹」と称された。
後に父・東軒の死を受けて、父の跡を継ぎ尾張藩医となる。
天明2年（1782年）、77歳で没した。以降子孫が藩医を継いだ。